# ناصرآباد (آبیک)
ناصرآباد (آبیک)، روستایی از توابع بخش مرکزی شهرستان آبیک در استان قزوین ایران است. از روستا قدمتی ۸۰ ساله دارد و در هزاران سال پیش زیر دریای تتیس بوده است این روستای در نزدیکی نیروگاه شهید رجایی قرار دارد و به همین دلیل جز روستاهای آلوده استان قزوین است

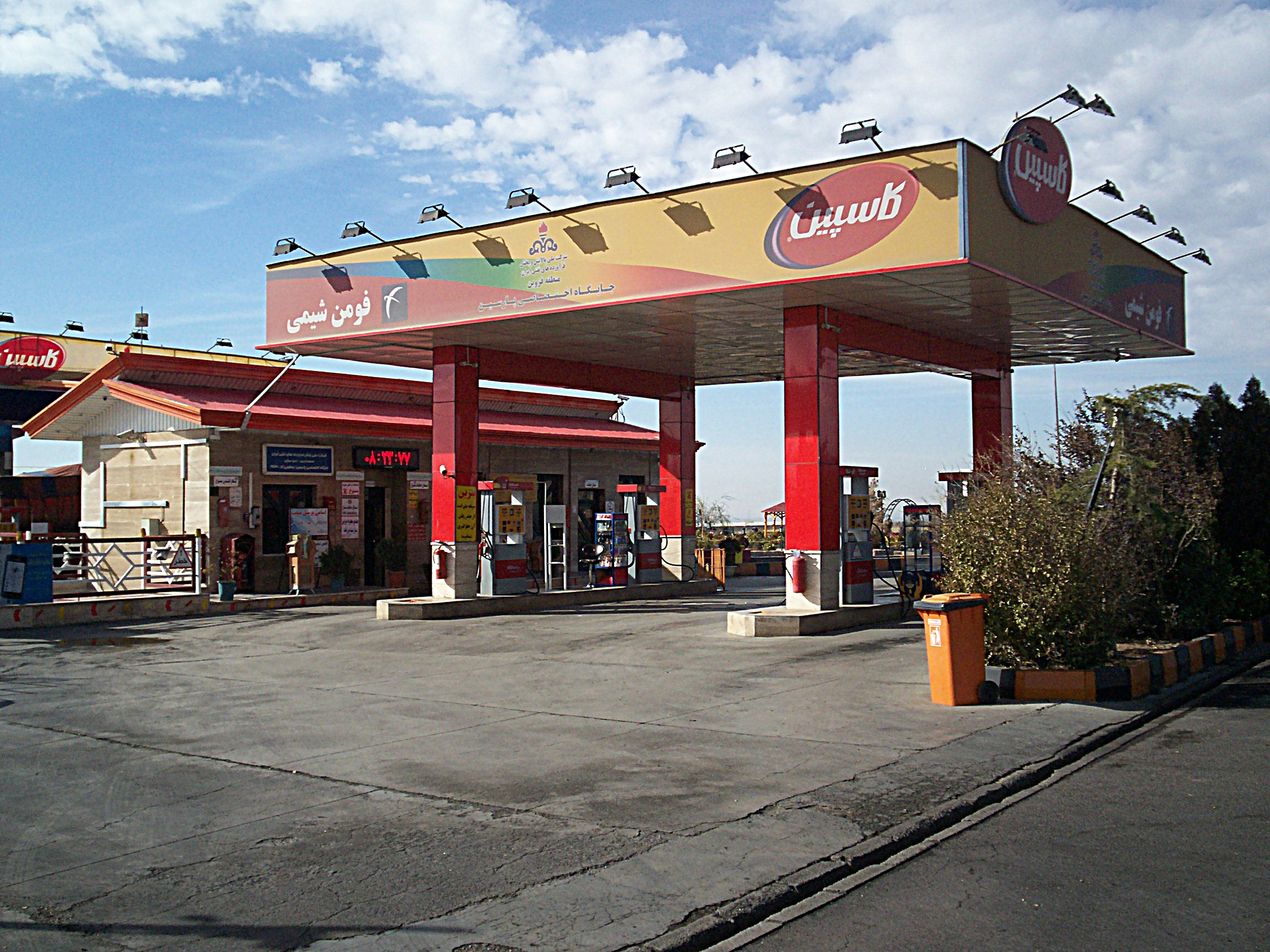
پمپ بنزین پارسین در اتوبان کرج-قزوین در پشت ناصر آباد، آبیک در نوامبر ۲۰۱۷

## جمعیت
این شهرک در دهستان کوهپایه شرقی قرار دارد و براساس سرشماری مرکز آمار ایران در سال ۱۳۸۵، جمعیت آن ۱٬۹۴۵ نفر (۵۰۱خانوار) بوده است.